# Lupinus richardianus
Lupinus richardianus är en ärtväxtart som beskrevs av Charles Piper Smith. Lupinus richardianus ingår i släktet lupiner, och familjen ärtväxter. Inga underarter finns listade i Catalogue of Life.